# 喬·柯尼許
喬瑟夫·莫瑞·柯尼許（英語：Joseph Murray Cornish，1968年12月20日—），英格蘭男演員、喜劇演員、電視及廣播主持人、導演、製片人、編劇和作家。
柯尼許較著名的是和長期合作的友人亞當·布克斯頓一起組成喜劇搭檔亞當與喬。2011年，他推出了導演處女作《異星大作戰》，並贏得了正面好評。而執導的第二部長片《魔劍少年》則於2019年上映，且同樣獲得了普遍好評。
此外，柯尼許也在動畫電影《丁丁歷險記》（2011年）及超級英雄電影《蟻人》（2015年）中擔任編劇。

## 早期生活
柯尼許出生於倫敦西敏。他曾在中倫敦的獨立西敏公學接受教育，並在那與演員亞當·布克斯頓與路易·泰魯成為朋友。18歲時，他又繼續念了伯恩茅斯藝術大學。

## 作品列表
| 年份      | 電影                                          | 職位 | 職位 | 職位       | 職位 | 附註                                       |
| 年份      | 電影                                          | 導演 | 編劇 | 監製       | 演員 | 附註                                       |
| --------- | --------------------------------------------- | ---- | ---- | ---------- | ---- | ------------------------------------------ |
| 1996–2001 | 《亞當與喬秀》                                | 是   | 是   |            | 是   | 電視節目（22集）；兼創作者、主持人和剪輯師 |
| 2000      | 《The Low Down》                              |      |      |            | 是   | 角色：「Joe」                              |
| 2001      | 《Adam & Joe's American Animation Adventure》 |      | 是   |            | 是   | 電視節目；角色：「各種角色」               |
| 2003      | 《亞當與喬遊東京》                            |      | 是   |            | 是   | 電視節目（8集）；兼創作者和主持人          |
| 2004      | 《Adam & Joe's American Animation Adventure》 | 是   | 是   | 是         |      | 電視紀錄片                                 |
| 2004      | 《活人甡吃》                                  |      |      |            | 是   | 角色：「士兵」（未掛名）                   |
| 2007      | 《終棘警探》                                  |      |      |            | 是   | 角色：「Bob」                              |
| 2008      | 《另類超人》                                  |      |      |            | 是   | 電視劇（3集）；角色：「Power Hour」        |
| 2011      | 《丁丁歷險記》                                |      | 是   |            |      |                                            |
| 2011      | 《異星大作戰》                                | 是   | 是   | 執行製片人 |      |                                            |
| 2015      | 《蟻人》                                      |      | 是   |            |      |                                            |
| 2017      | 《STAR WARS：最後的絕地武士》                 |      |      |            | 是   | 客串，角色：「抵抗勢力的戰士」（未掛名）   |
| 2019      | 《魔劍少年》                                  | 是   | 是   |            |      |                                            |
| 2023      | 《洛克靈異偵探社》                            | 是   | 是   | 執行製片人 |      | 電視劇；兼創作者                           |

## 外部連結
- 喬·柯尼許在互联网电影资料库（IMDb）上的資料（英文）